# Adam Bokany
Adam Bokany (madžarsko Bokány Ádám), madžarski evangeličanski duhovnik, † okoli 1714.
Od leta 1687 je po pisanju Štefana Küzmiča pastiroval v Šurdu, kamor so se od 18. stoletja preselili Slovenci iz Prekmurja. Od leta 1694 je nekaj časa deloval v Nemeskéru pri Šopronu.
Po mnenju Vilka Novaka je Bokany avtor martjanske pesmarice.